# 米沃姆溫
米沃姆溫是波蘭的城鎮，位於該國北部，距離首府奧爾什丁50公里，由瓦爾米亞-馬祖里省負責管轄，始建於十三世紀，面積12.4平方公里，2006年人口2,305。

## 外部連結
- Official town webpage （页面存档备份，存于）

53°46′N 19°50′E / 53.767°N 19.833°E